# Programme de véhicules tous terrains de 1930-1931

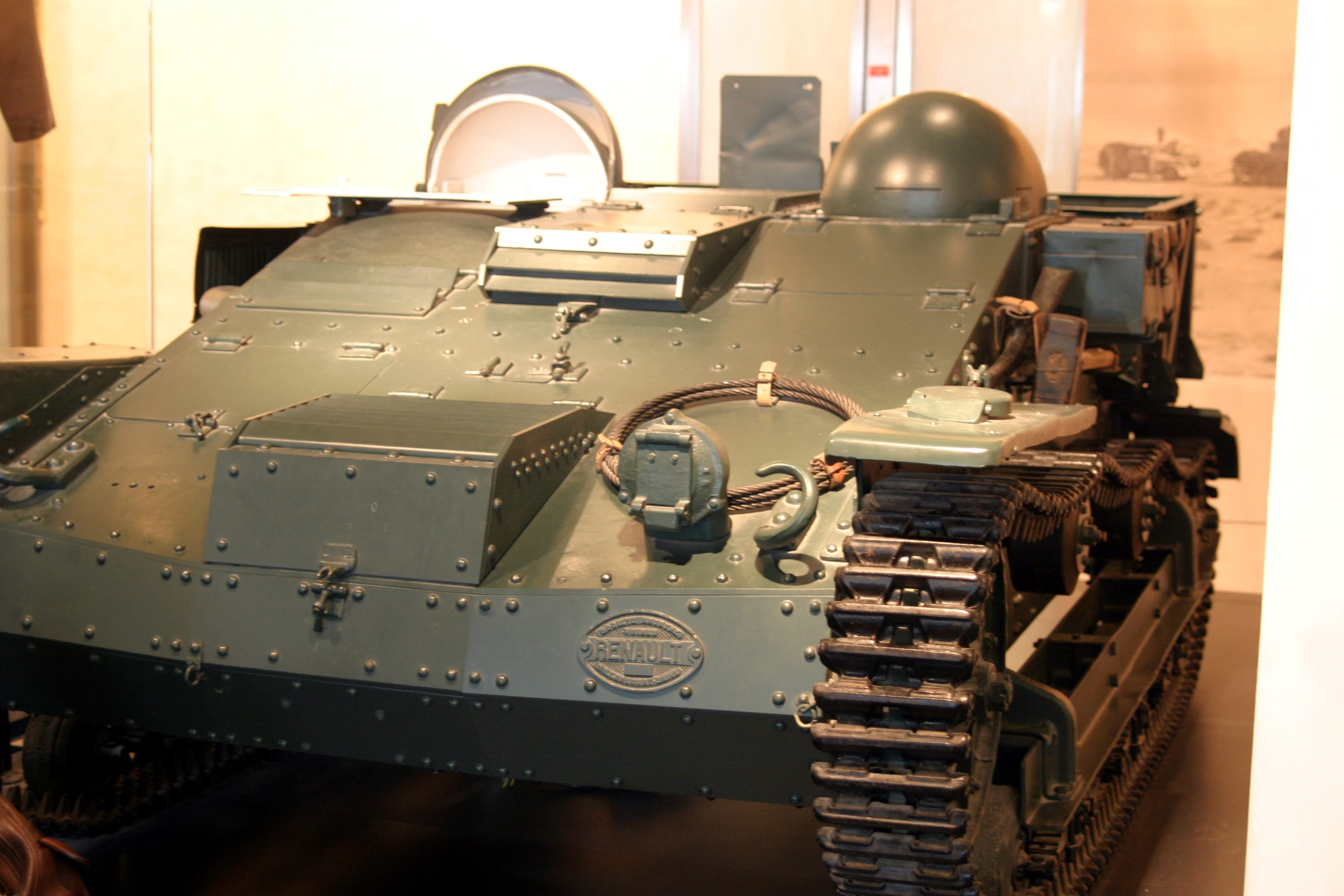
Chenillette Renault UE, seul véhicule du programme de 1930-1931 produit en grande série.

Le programme de véhicules tous terrains de 1930-1931 est lancé à partir de l'été 1930 pour définir des types de véhicules motorisés à utiliser par l'Armée de terre française. À partir de cinq types adoptés en juillet 1930, le Ministère de la Guerre définit début 1931 dix types de véhicules tous terrains, la plupart blindés : transport de troupes (type K), reconnaissance (type L), commandement et liaisons (type M), ravitaillement de l'infanterie (type N), transport de canon antichar (type O), véhicule antichar (type P), commandement et liaison en terrain neigeux (type Q), ravitaillement de l'infanterie en terrain neigeux (type R), défense antiaérienne (type S) et transmissions (type T).
Les constructeurs Berliet, Citroën, Renault, et, dans une moindre mesure, Laffly et Latil, proposent des prototypes. Finalement, seule la chenillette modèle 1931 Renault sera adoptée et produite en grande série mais les autres programmes permettent le développement de nouveaux types de véhicule avant la Seconde Guerre mondiale.

## Définition des programmes
Le 4 juillet 1930, l'Armée définit un programme de motorisation, avec cinq types devant servir de base à l'étude et à l'achat de nouveaux véhicules. Approuvés par le ministère de la Guerre le 24 juillet, ces cinq types sont :
- une voiture tous terrains de transport de matériel,
- une voiture sanitaire tous terrains blindée,
- une voiture de liaison tous terrains blindée,
- une voiture de reconnaissance tous terrains blindée,
- une automitrailleuse tous terrains.

Ces cinq types sont très spécifiques et un nouveau programme est spécifié le 30 décembre 1931. Ils définit dix nouveaux types, la plupart approuvés le 9 janvier 1931 :
- type K : une voiture blindée de transport de combattants. Un conducteur et six passagers, ouvertures de tirs depuis le véhicule, portes arrière et latérales, toit ouvert, vitesse 43 ou 50 km/h[3],[4], masse 3,6 t, silhouette basse (hauteur maximum 1,80 m)[3].
- type L : une voiture de reconnaissance. Toit ouvert, mitrailleuse sous bouclier enveloppant, vitesse sur route 50 km/h, hauteur maximum 1,80 m[5]
- type M : une voiture de commandement et de liaison blindés. Toit blindé mais rabattable, vitesse sur route 43 ou 60 km/h[6],[7], jumelle à cornes, télémètre et poste radio[6]
- type N : un véhicule blindé de ravitaillement de l'infanterie. Deux hommes d'équipage, charge utile 950 kg, vitesse 35 km/h, hauteur maximum 1,10 m[8]
- type O : un véhicule de transport de pièce antichar[8]
- type P : un véhicule antichar. Masse maximale à vide 1 500 kg, emportant un canon de 25 mm pouvant tirer depuis le véhicule AMR[9]
- type Q : une voiture de commandement et de liaison blindés type neige. Même spécifications que le type M mais apte à circuler en terrain enneigé[6]
- type R : un véhicule blindé  type neige de ravitaillement de l'infanterie. Semblable au type N mais apte à circuler en terrain enneigé[8]
- type S : un véhicule de défense antiaérienne des convois automobiles (non blindé)
- type T : une voiture de transmission tous terrains. Caisse non blindée en bois[10].

Tous ces engins doivent être aptes au tous terrains et, à l'exception des types S et T, légèrement blindés,.

## Prototypes

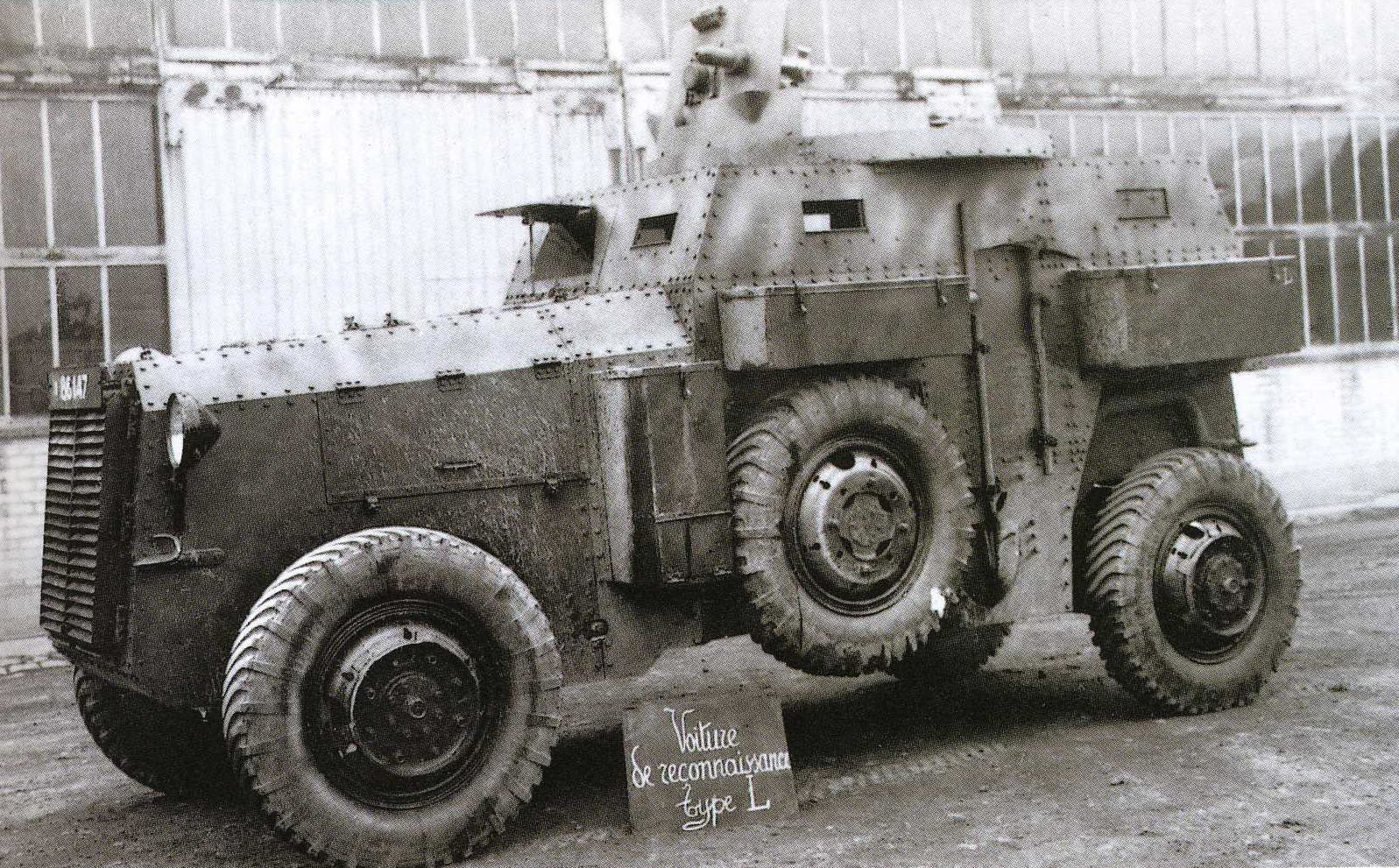
Voiture de reconnaissance Berliet VUCL testée à Vincennes en décembre 1931.

Renault propose dès 1931 un dérivé de sa voiture à six roues Renault MH, désigné Renault UR. Deux exemplaires sont construits, un pour répondre au type K (prototype désigné URK) et un autre pour répondre au type L (désigné URL). Initialement leur superstructure blindée est représentée par une maquette en bois,. Renault prévoyait en tout six prototypes type UR, également au standard type M (URM) et type T non blindé (URT).
Berliet présente en 1931 quatre voitures VUC à quatre roues : deux VUCL (type L), une VUCM (type M) et une VUCT non blindée (type T). Pour répondre au type K, il présente en même temps deux prototypes six roues type VPDK,. Enfin, Citroën présente à partir de 1931 des semi-chenillés Citroën-Kégresse : deux exemplaires sur châssis P26 A pour le type K , un exemplaire P26 A pour le type M, deux exemplaires P15 N pour le type Q, et deux exemplaires P19 B pour le type T.
En 1933, Renault propose également son prototype chenillé Renault YS. D'abord étudié comme transport de combattants type K, les deux prototypes sont réalisés pour répondre au type M.
Pour le type N, trois constructeurs proposent en 1931 des véhicules : Citroën propose trois petits semi-chenillés monoplaces sur propulseur P26, Latil présente six chenillettes Carden-Loyd, dont cinq construites sous licence en France et Renault présente six chenillettes UE, copies sans licence de la chenillette Carden-Loyd,,. Renault présente également en 1932 un prototype UE à chenilles élargies et moteur plus puissant pour répondre au programme du type R. Le type O est fusionné avec le type N, le véhicule de ravitaillement devant être également apte à la traction du canon de 25 mm SA34. Enfin, Renault présente en 1933 le Renault VE, sur châssis chenillé, pour répondre au programme type P AMR.

## Modèles adoptés et dérivés

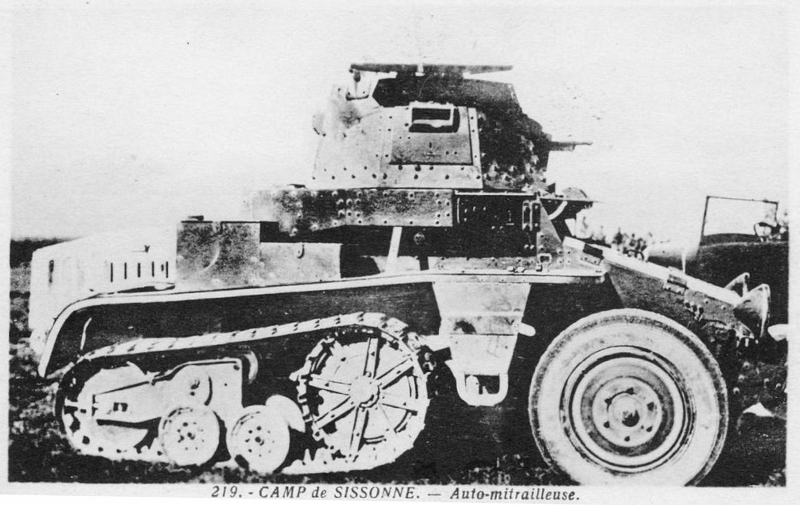
L'AMR P28, dérivée du véhicule de ravitaillement d'infanterie type N proposé par Citroën.

De tous ces véhicules, seule la chenillette Renault UE, sélectionnée pour le type N, est produite en série, adoptée par l'Armée sous le nom de chenillette de ravitaillement d'infanterie modèle 1931 R. Environ 2 600 UE seront produites, puis 2 300 UE2 améliorées.
Mais certains autres prototypes débouchent sur de nouveaux matériels. Le véhicule de ravitaillement Citroën-Kégresse P28 est modifié à la demande de la cavalerie et devient le prototype de la série d'automitrailleuses de reconnaissance (AMR) P28. Le Citroën P26A donne naissance au Citroën-Kégresse P104 (it), construites en douze exemplaires pour les colonies.
Plutôt que la voiture type K, la cavalerie adopte des voitures tous terrains non blindées Laffly S20 TL et Lorraine 28.
Les tous terrains de transmission type T sont abandonnés et l'Armée commande à la place des fourgons tous chemins Renault ADH (en). La cavalerie teste également des camions radios légèrement blindés comme les Laffly LC2 à poste ER 27 ou des voitures tous terrains non blindées Lorraine 28 et Laffly S20 TL.
Enfin, faute de matériel moderne, la défense des convois automobiles sera assurée en 1939-1940 par de simple voiture légère équipée d'une mitrailleuse Hotchkiss ou Reibel.